# 温豪森
温豪森是德国下萨克森州的一个市镇。总面积40.38平方公里，总人口4126人，其中男性2060人，女性2066人（2011年12月31日），人口密度102人/平方公里。